# إنجليزية هندية
الإنكليزية الهندية أو إنجليزية جنوب آسيا اللغة الإنجليزية المنطوقة في المقام الأول في شبه القارة الهندية. هذه اللهجات تطورت خلال وبعد فترة الحكم الاستعماري لبريطانيا في الهند. اللغة الإنجليزية هي واحدة من اللغات الرسمية في الهند ، مع حوالي 90 مليون متحدث بها وفقًا لتعداد عام 1991 في الهند. وهناك أقل من ربع مليون شخص يتحدثون الإنجليزية كلغة أولى. وباستثناء بعض العائلات التي تتواصل وتتكلم فيما بينها باللغة الإنجليزية في المقام الأول، فضلًا عن أعضاء من مجتمع صغير نسبيًا بين انكلترا والهند والتي يقل عدد أفرادها عن نصف مليون ، ومتحدثو اللغة الإنجليزية الهندية يستخدمونها عادةً كلغة ثانية أو ثالثة ، بعد لغاتهم الأصلية (الهندي، الأسامية، الأورية، الأوردو، الغوجاراتية والبنجابية والهندية والسندية وما إلى ذلك).
اللغة الإنجليزية الهندية تختلف أساسًا عن الإنجليزية المعيارية في اللكنة التي يبدو فيها تأثير اللغات الأصلية للهنود واضحًا عليها.